# ABUS Kransystem

Abus huvudkontor i Tyskland

ABUS Kransystem (tyska: Abus Kransysteme) är en tysk tillverkare av industritraverser of lyftanordningar upp till 120 ton. Företaget har över 1 100 anställda i Europa och Kina, fördelade på sex dotterbolag och 27 försäljningspartner över hela världen. Ett svenskt utländskt dotterbolag finns i Karlstad.
ABUS Kransysteme har varit verksamt sedan 1965 och grundades av Werner Bühne. Företaget har sitt säte i Gummersbach, cirka 50 mil öster om Köln. Företaget är specialiserat på traverskranar, svängkranar, hängande lättraverssystem, vajer- och kättingtelfrar.

## Produkter

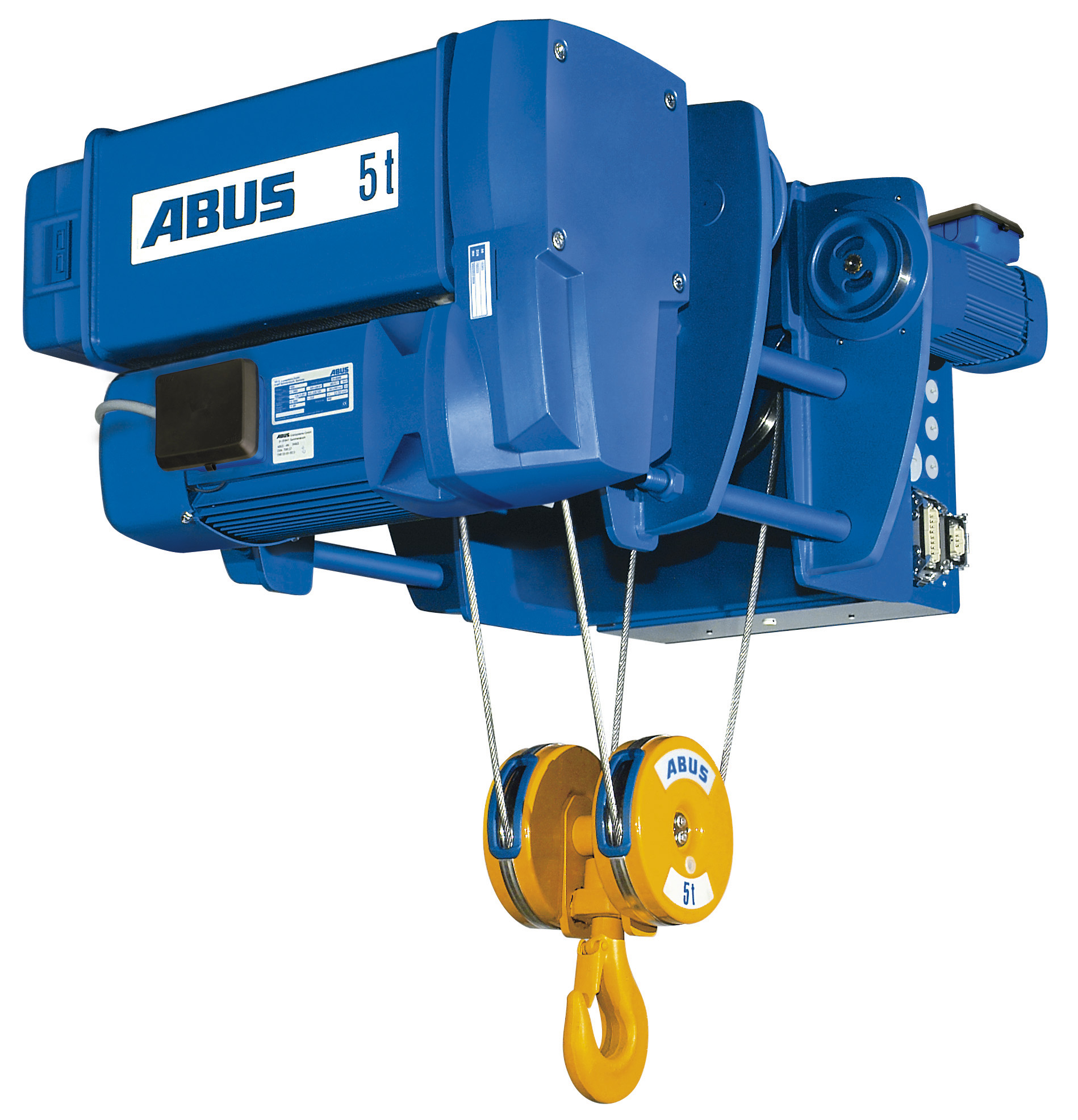
Elektrisk vajertelfer
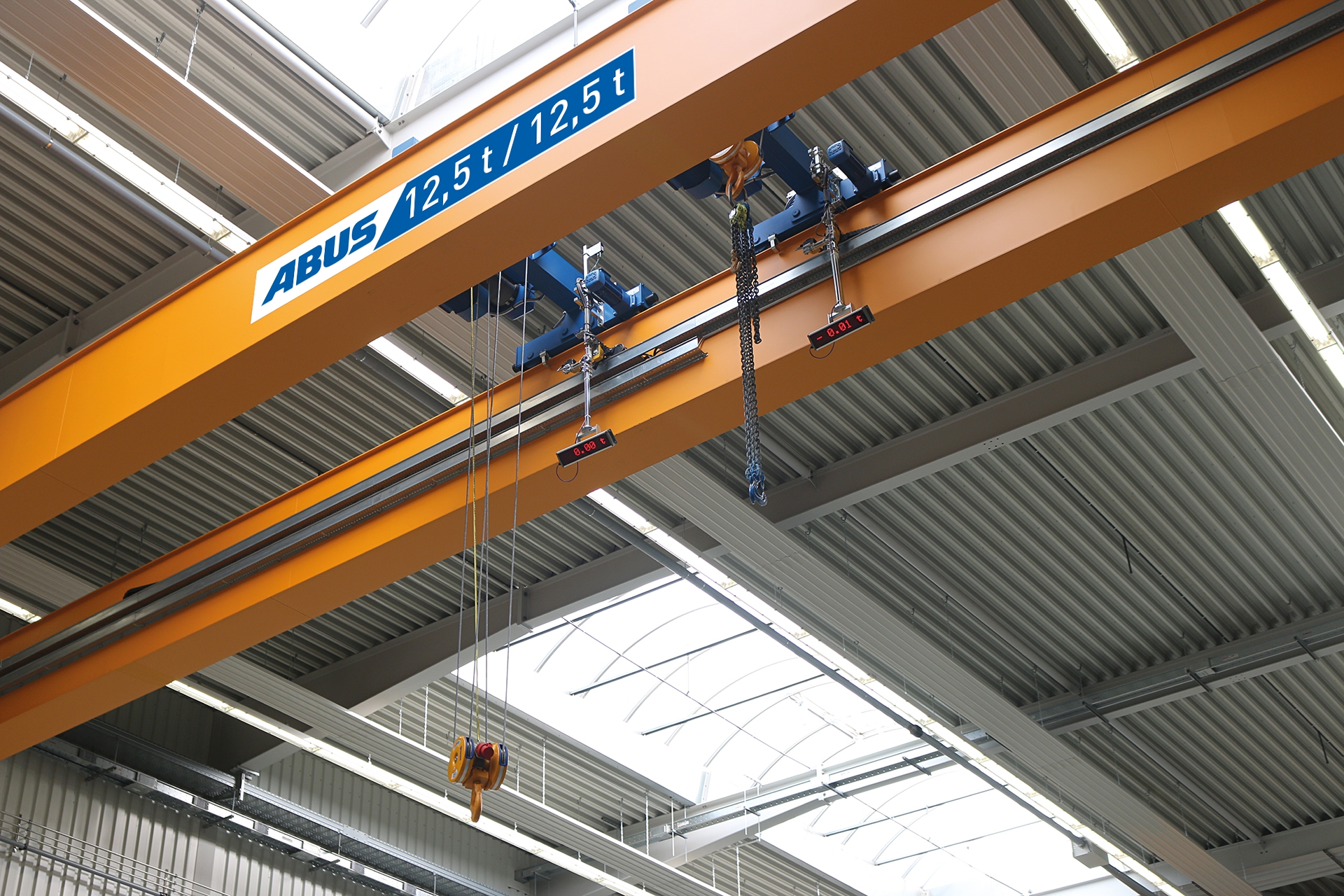
Dubbeltraversig traverskran med löpvagnar
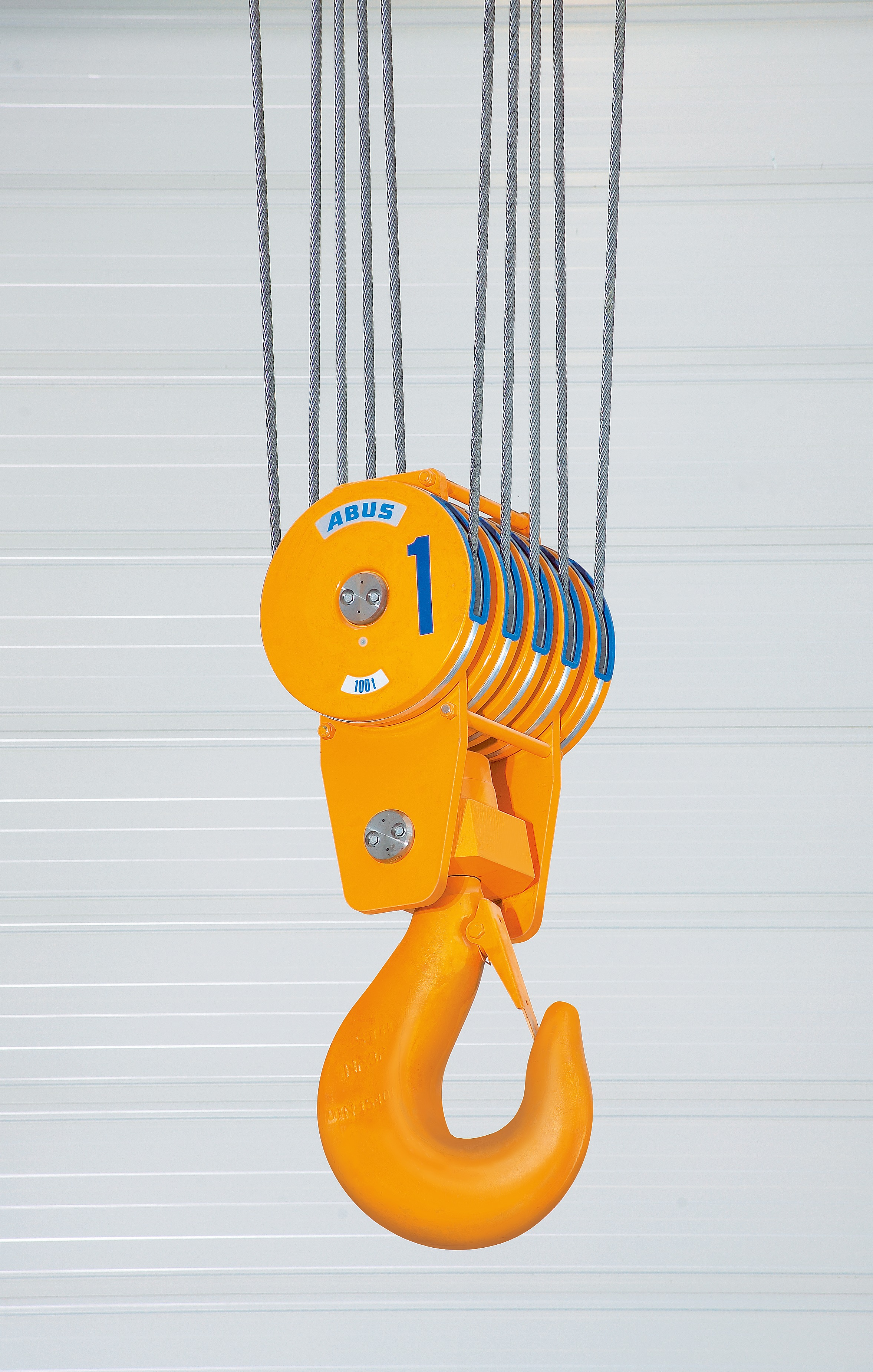
Krokblock med lastkrok

## Weblinks
- ABUS Kransysteme GmbH:s tyska webbplats
- YouTube-kanal för ABUS Crane Systems International